# Lutherkirche (Herne-Wanne)

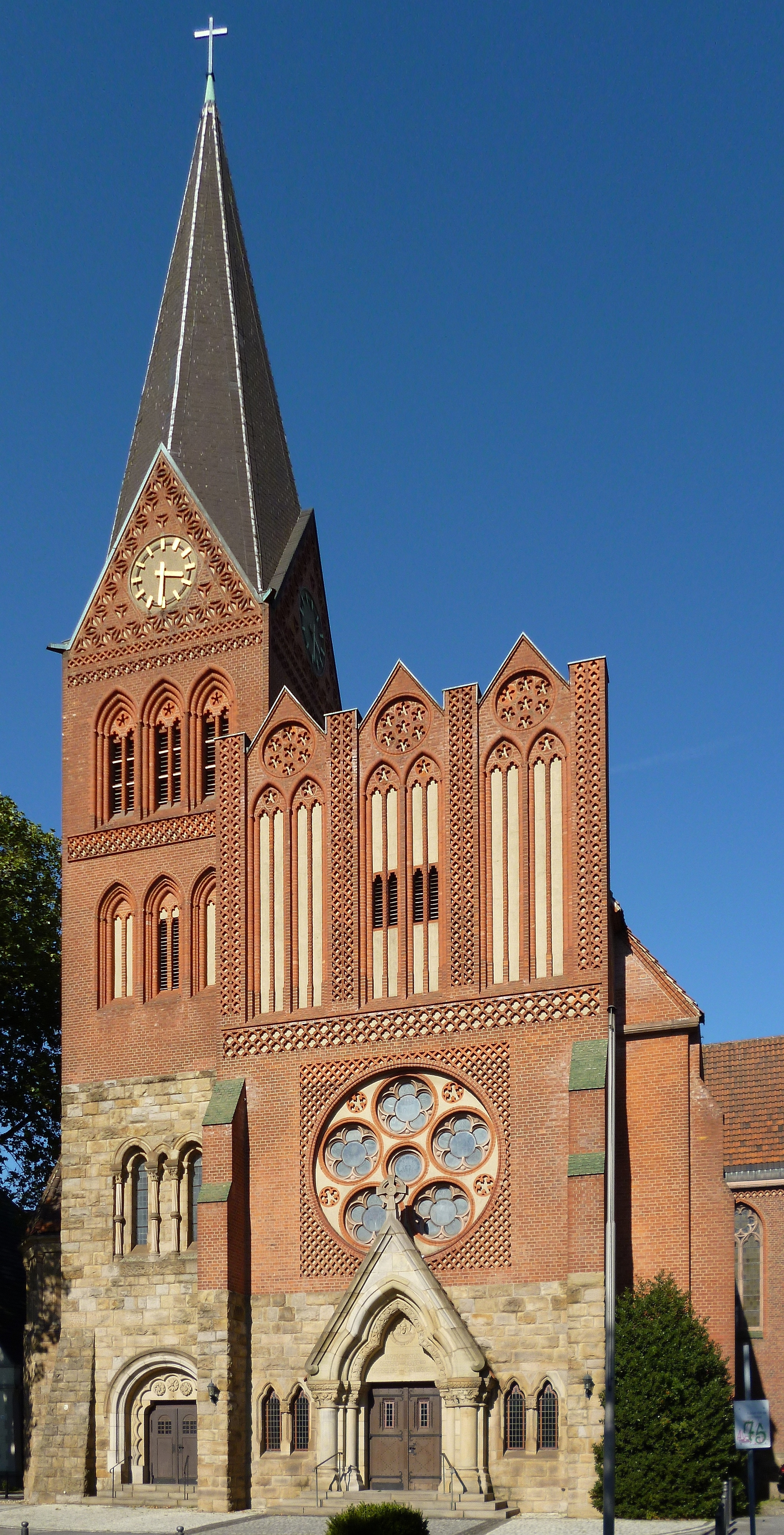
Die Lutherkirche Herne-Wanne

Die Lutherkirche ist eine evangelische Kirche im Herner Stadtteil Wanne, die 1908 geweiht wurde. Sie gehört mit der Cranger Kirche zum Bezirk Crange der Kirchengemeinde Wanne-Eickel, im Kirchenkreis Herne der Evangelischen Kirche von Westfalen.

## Geschichte
Die Grundsteinlegung für die Lutherkirche erfolgte am 14. Juli 1907, die Einweihung der Kirche knapp eineinhalb Jahre später am 8. Dezember 1908. Im Zweiten Weltkrieg wurde die Kirche beschädigt, das Hauptdach der Kirche sowie das Dach des Kirchturmes waren fast völlig abgedeckt, das Deckengewölbe war teilweise eingebrochen. Auch Fenster und Außenmauern hatten Schäden durch Granatsplitter und Bomben erlitten. Aufgrund der Schäden war die Kirche direkt nach dem Krieg nicht für Gottesdienste nutzbar. Ende 1950 waren die Reparaturarbeiten abgeschlossen und ein Einweihungsgottesdienst konnte gefeiert werden. Im Zuge der Renovierungsarbeiten wurde hinter dem Altar das lange für die Kirche prägende Freskengemälde der Auferstehung Jesu von Edmund Schuitz geschaffen, das zu Beginn der 1990er Jahre durch ein Chorfenster ersetzt wurde. 
1957 wurde neben der Kirche ein Gemeindehaus erbaut.

## Kirchenbeschreibung
Die unter Denkmalschutz stehende Lutherkirche zeichnet sich insbesondere durch ihre ungewöhnliche Architektur aus. So sind Elemente der Neugotik, der norddeutschen Ziegelarchitektur und deutsch-französische Detailformen des 12. Jahrhunderts in der Kirche zu finden.